# Unión Deportiva Valle Frontera
La Unión Deportiva Valle Frontera es un club del pueblo de La Frontera (Santa Cruz de Tenerife) España. Es uno de los club más importante de esta isla, junto con el Atlético Pinar y el Isora fc. Fue fundado en 1975. Actualmente milita en la Primera Interinsular de la provincia, y juega sus encuentros como local en el Estadio Municipal de Frontera.

## Historia
Estuvo jugando en segunda, en la liga de El Hierro, hasta la temporada 91-92. Después de unos primeros años un poco flojos, pronto se convirtió en uno de los mejores equipos de la isla, junto con el Atlético Pinar, de ahí la gran rivalidad entre los dos clubs, que se mantiene hasta la fecha, siendo los partidos entre ambos, los que mayor expectación despiertan en El Hierro.
En la temporada 91-92 consiguió el ascenso a Primera Categoría Interinsular. En la temporada 97-98, fue el subcampeón de su grupo y jugó la promoción de ascenso a Categoría Preferente con el Guargacho de Tenerife, donde perdió por penalties, tras perder 0-1 en la isla chicharrera y ganar por 1-0 en Frontera.
Ya en la temporada 98-99, se proclamó campeón de Primera Categoría, tras ser el campeón del grupo primero y ganar el torneo de campeones al campeón del grupo segundo, la U.D. Gomera, que le llevó a ascender a Categoría Preferente.
Sus dos siguientes temporadas, 99/00 y 00/01, las jugó en Preferente, quedando en ambas ediciones en el tercer puesto de la clasificación final. En la 00-01, estuvo a un solo punto de conseguir el ascenso a la Tercera División. 
En la temporada 01/02 queda campeón de Preferente y asciende a Tercera División de España. En la temporada 2.002/03 el equipo debuta en el Grupo XII de la Tercera División, sería el primer y único, hasta la fecha, club herreño en llegar a categoría nacional. Ese mismo año perdió la categoría y volvió a Preferente.
La vuelta a Preferente resultó más corta de lo esperada ya que ese mismo año volvía a descender y llegaba a 1.ª Regional.
El conjunto rojiblanco disputaría los play off por el ascenso a Preferente en la 2009/2010, siendo apeado de la final de la eliminatoria por el CD Valle Guerra en semifinales (1-1) y (1-3), equipo el tinerfeño que finalmente ascendería a la categoría Preferente provincial gracias a superar en la eliminatoria final a la UD Gomera (1-1) y (0-1).
En la temporada 2010/11, justamente el 26 de junio de 2011, consigue ascender nuevamente a Preferente después de clasificarse como cuarto en la liga regular y disputar varias eliminatorias ante el CD I'Gara, CD Esperanza y CD Santa Úrsula, al que gana en la gran final a doble partido (1-1) y (0-4) con goles de Dani, Carlitos, Borja y Eibar.
El primer presidente del club herreño fue don Juan Padrón Morales, quien fue seguido de don Juan Domingo León Pérez, don Ángel Medina Díaz, don Andrés Acosta, don Regino Arrocha Camacho, don Amós Padrón Zamora, don Esteban Gutiérrez Padrón, don Álvaro Rodríguez López, don Miguel Rodríguez Oliva, de nuevo don Esteban Gutiérrez Padrón, y don Francisco Arteaga Padrón, quien lo es en la actualidad.
La U.D. Valle Frontera certificó su descenso a Primera Regional en la temporada 2012/2013 en la última jornada de liga, a pesar de ganar su último encuentro por 2-1 ante el Atlético Paso. Desde entonces a alternado temporadas en Primera Regional y Preferente respectivamente.

## Uniforme
- Local La camiseta es rojiblanca a rallas verticales, panatlón azul y medias blancas..
- Visitante El uniforme visitante es completamente azul marino.

## Derbis
Los derbis más importantes de la Isla del Hierro son sin duda los que enfrentan a la Unión Deportiva Valle Frontera con el Atlético Pinar. Estos partido levantan un gran revuelo en la isla del meridiano. En los últimos años también ha tenido varios enfrentamientos con el Isora Club de Fútbol y el At.Restinga.
Cabe destacar que tanto los barrios del Pinar como de Las Restinga fueron hasta comienzos de siglo barrios del municipio de La Frontera y ahora pertenecen al recién creado municipio de El Pinar de El Hierro con lo que estos partidos tienen un gran carácter político.

## Todas las temporadas
| Temporada | División     | Posición | Copa del Rey |
| --------- | ------------ | -------- | ------------ |
| 1975/76   | 2.ª Regional | 2º       |              |
| 1976/77   | 2.ª Regional | 4º       |              |
| 1977/78   | 2.ª Regional | 5º       |              |
| 1978/79   | 2.ª Regional | 2º       |              |
| 1979/80   | 2.ª Regional | 3º       |              |
| 1980/81   | 2.ª Regional | 2º       |              |
| 1981/82   | 2.ª Regional | 3º       |              |
| 1982/83   | 2.ª Regional | 1º       |              |
| 1983/84   | 2.ª Regional | 6º       |              |
| 1984/85   | 2.ª Regional | 5º       |              |
| 1985/86   | 2.ª Regional | 2º       |              |
| 1986/87   | 2.ª Regional | 8º       |              |
| 1987/88   | 2.ª Regional | 4º       |              |
| 1988/89   | 2.ª Regional | 4º       |              |
| 1989/90   | 2.ª Regional | 7º       |              |
| 1990/91   | 2.ª Regional | 3.º      |              |
| 1991/92   | 2.ª Regional | 1º       |              |
| 1992/93   | 1.ª Regional | 16.º     |              |
| 1993/94   | 1.ª Regional | 12.º     |              |
| 1994/95   | 1.ª Regional | 6º       |              |
| 1995/96   | 1.ª Regional | 6.º      |              |
| 1996/97   | 1.ª Regional | 5º       |              |
| 1997/98   | 1.ª Regional | 2º       |              |
| 1998/99   | 1.ª Regional | 1º       |              |
| 1999/00   | Preferente   | 3º       |              |
| 2000/01   | Preferente   | 3.º      |              |
| 2001/02   | Preferente   | 1.º      |              |
| 2002/03   | 3ªDivisión   | 21º      |              |
| 2003/04   | Preferente   | 18.º     |              |
| 2004/05   | 1.ª Regional | 8.º      |              |
| 2005/06   | 1.ª Regional | 5.º      |              |
| 2006/07   | 1.ª Regional | 3.º      |              |
| 2007/08   | 1.ª Regional | 2.º      |              |
| 2008/09   | 1.ª Regional | 8.º      |              |
| 2009/10   | 1.ª Regional | 1º       |              |

| Temporada | División     | Posición | Copa del Rey |
| --------- | ------------ | -------- | ------------ |
| 2010/11   | 1.ª Regional | 4.º      |              |
| 2011/12   | Preferente   | 10.º     |              |
| 2012/13   | Preferente   | 16.º     |              |
| 2013/14   | 1.ª Regional | 3.º      |              |
| 2014/15   | Preferente   | 19.º     |              |
| 2015/16   | 1.ª Regional | 1º       |              |
| 2016/17   | Preferente   | 14.º     |              |
| 2017/18   | Preferente   | 11.º     |              |
| 2018/19   | Preferente   | 18.º     |              |
| 2019/20   | 1.ª Regional | 8º       |              |
| 2020/21   | 1.ª Regional | 7º       |              |
| 2021/22   | 1.ª Regional | 1º       |              |
| 2022/23   | 1.ª Regional | 6º       |              |
| 2023/24   | 1.ª Regional | 7º       |              |
| 2024/25   | 1.ª Regional |          |              |

### Datos del Club
- Temporadas en 3ªDivisión: 1
- Temporadas en Preferente: 10
- Temporadas en 1ªRegional: 22
- Temporadas en 2ªRegional: 17

### Palmarés
- Campeón Regional Preferente (1): 2001-02
- Campeón Primera Regional (4): 1998-99, 2009-10, 2015-16 y 2021-22
- Campeón Segunda Regional El Hierro (2): 1982-83 y 1991-92